# Конаново (Сокольский район)
Конаново — деревня в Сокольском районе Вологодской области.
Входит в состав Пригородного сельского поселения, с точки зрения административно-территориального деления — в Пригородный сельсовет.
Расстояние по автодороге до районного центра Сокола — 33 км, до центра муниципального образования Литеги — 20 км. Ближайшие населённые пункты — Волково, Исаево, Старково.
По переписи 2002 года население — 1 человек.